# جسو گارسیا
جسو گارسیا (به انگلیسی: Jsu Garcia) (زاده ۶ اکتبر ۱۹۶۳) بازیگر آمریکایی است.
از فیلم‌های معروف او می‌توان به بازی در فیلم و سپس پولی آمد و بردگان نیویورک اشاره کرد.